# Kolibriemuisspecht
De kolibriemuisspecht (Campylorhamphus trochilirostris) is een zangvogel uit de familie Furnariidae (ovenvogels).

## Verspreiding en leefgebied
- C. t. brevipennis: O-Panama en NW-Colombia.
- C. t. venezuelensis: N-Colombia en N en C-Venezuela.
- C. t. thoracicus: ZW-Colombia en W-Ecuador.
- C. t. zarumillanus: NW-Peru.
- C. t. napensis: O-Ecuador en O-Peru.
- C. t. notabilis: W-Brazilië bezuiden de Amazonerivier.
- C. t. snethlageae: C-Brazilië.
- C. t. major: inlands NO, O en ZO-Brazilië.
- C. t. trochilirostris: de kust van O-Brazilië.
- C. t. devius: W en C-Bolivia.
- C. t. lafresnayanus: O-Bolivia, ZW-Brazilië en W-Paraguay.
- C. t. hellmayri: ZW-Paraguay en N-Argentinië.

## Status
De grootte van de populatie is in 2019 geschat op 0,5-5 miljoen volwassen vogels. Op de Rode lijst van de IUCN heeft deze soort de status niet bedreigd.